# Klitias
Klitias (altgriechisch Κλειτίας, teilweise auch Kleitias benannt) war ein attisch-schwarzfiguriger Vasenmaler, tätig um 570–560 v. Chr. in Athen. Von ihm sind fünf Vasen erhalten, die seine Signatur als Maler tragen, auf vier davon findet sich auch die Signatur des Töpfers Ergotimos. Weitere Vasen werden ihm aus stilistischen Gründen zugeordnet. Mit der Françoisvase schufen beide Handwerker gemeinsam die wohl bekannteste bemalte antike griechische Keramikvase.

## Signierte Werke

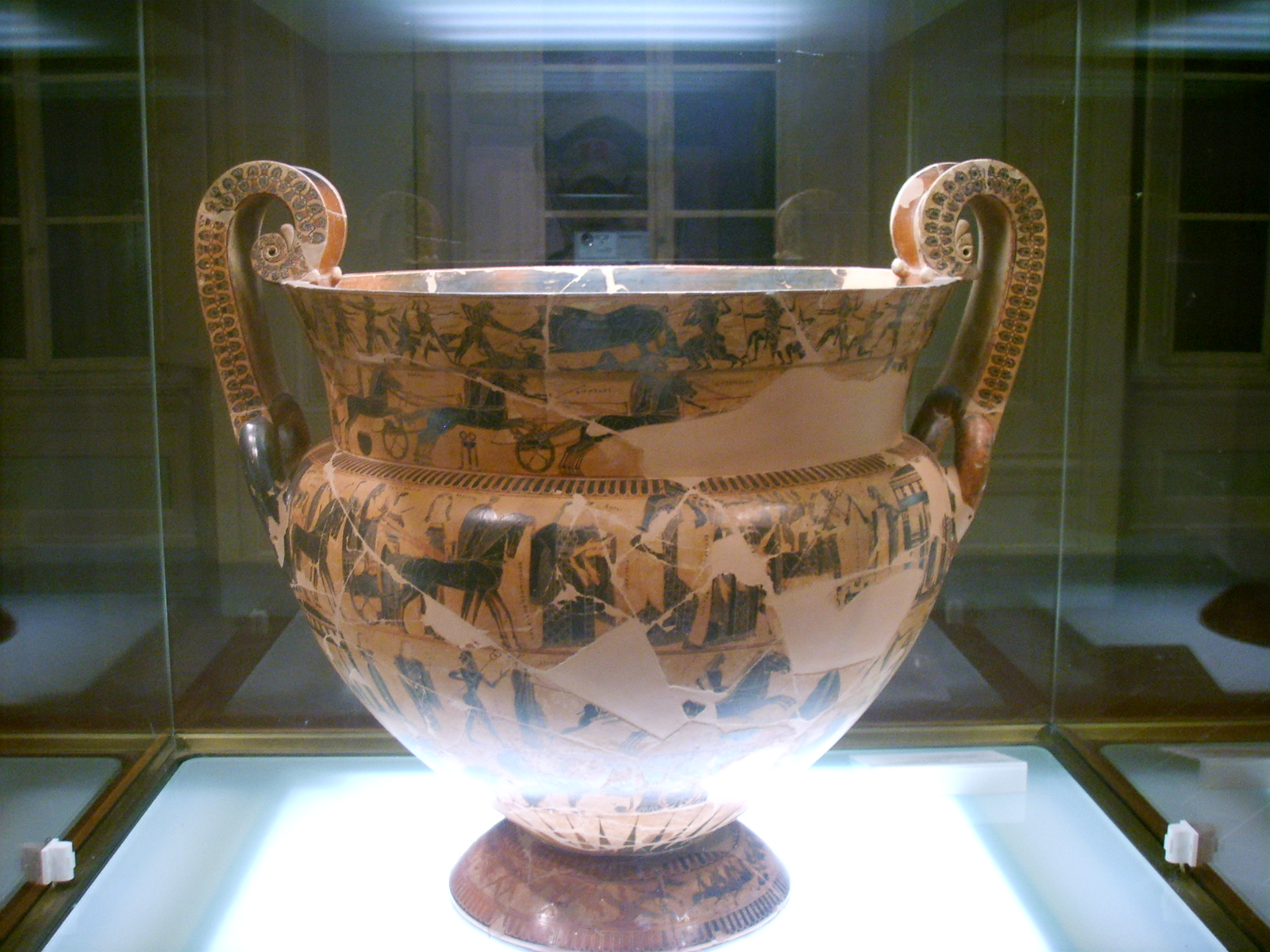
Die „Françoisvase“

- Berlin, Antikensammlung V. I. 4604: Gordionschale aus Gordion
- Florenz, Museo Archeologico 4209 („Françoisvase“ auch „Klitiaskrater“ genannt): Volutenkrater
- London, British Museum 1948.8-15.1 u. 2; 88.6-1.215, 424, 427 + Cambridge N 206: Fragmente einer Schale aus Naukratis
- London, British Museum 88.6-1.237, 324, 426; 1948.8-15.3 u. 4: Fragmente einer Schale aus Naukratis
- New York, Metropolitan Museum 31.11.4: Ständer aus Vari